# ماريا أوفسيانكينا
ماريا ريكرز أوفسيانكينا (بالألمانية: Maria Ovsiankina)‏ (1898 - 1993) عالمة نفس روسية ألمانية أمريكية. عملت أوفسيانكينا في مجموعة متنوعة من وظائف علم النفس، بما في ذلك العمل مع مرضى الفصام. كتبت كتبا عن الاختبارات النفسية.